# Paregraphus
Paregraphus is een geslacht van kevers uit de familie van de loopkevers (Carabidae). De wetenschappelijke naam van het geslacht is voor het eerst geldig gepubliceerd in 1967 door Basilewsky.

## Soorten
Het geslacht Paregraphus is monotypisch en omvat slechts de volgende soort:
- Paregraphus krusemani (Basilewsky, 1948)